# ISO 15924
Az ISO 15924:2004, Codes for the representation of names of scripts (Kódok az írások neveinek reprezentációjához), a Nemzetközi Szabványügyi Szervezet (International Organization for Standardization; ISO) által az írásrendszereknek kódokkal történő megjelenítésére kialakított nemzetközi szabványa. 

## Az ISO 15924 felépítése
Az ISO 15924 szabvány két kódkészletet szab meg az írásrendszerek neveinek megjelenítésére. Minden írásrendszer egy négybetűs betűkódot, valamint egy háromjegyű számkódot is kap.
A szabvány az írásrendszer fogalmát úgy határozza meg, mint "egy vagy több nyelv írására használt grafikus karakterek készlete", ennélfogva a gyakorlatban soha sem használt írásokat kihagyja. Ahol egy írás és az írást használó nyelv neve megegyezik, ott a betűkódokat az ISO 639-2 szabvány nyelvkódjából vezeti le (például: Gujarātī: ISO 639-2: guj; ISO 15924: Gujr). Ahol ezek nem azonosak, ott egyedi betűkódot használ.
A négybetűs kódok használhatóak különféle számítógépes fájlformátumokban az általuk használt írásrendszerek megjelölésére. Például, a HTML vagy XML dokumentumokba a megfelelő kódot beillesztve a böngészők segíthetők az alkalmazandó betűkészlet megállapításában. Ilyen módon többek közt különbséget lehet tenni a cirill ábécével írt szerb (sr-Cyrl) és a latin ábécével írt szerb dokumentumok (sr-Latn) között (míg a nyelv megjelölésével nem szabható meg pontosan, hogy melyik szükséges a kettő közül az adott helyzetben.)

## A számkódok rendszere
Kódtartományok
- 000–099 Hieroglifikus és ékírások (pl. egyiptomi; akkád)
- 100–199 Jobbról balra írt alfabetikus írások (pl. arab, mongol)
- 200–299 Balról jobbra írt alfabetikus írások (pl. görög, latin, cirill, hangul)
- 300–399 Alfaszillabikus írások (Alphasyllabic scripts) (pl. bráhmi, dévanágari, tibeti)
- 400–499 Szótagírások (pl. hiragana, katakana, etióp)
- 500–599 Ideografikus írások (pl. kínai, braille)
- 600–699 Megfejtetlen írások (Undeciphered scripts) (pl. rongorongo)
- 700–799 Gyorsírások és egyéb jelölések, kiosztatlan kódok (Shorthands and other notations)
- 800–899 (kiosztatlan kódok)
- 900–999 Kódok saját használatra; más elnevezések (jelenleg nincs); speciális kódok (Private use, aliases, special codes)

A speciális kódok
- Qaaa–Qabx (900–949): Saját használatra fenntartott 50 kód
- Zinh 994 : Örökölt írás kódja (Code for inherited script)
- Zmth 995 : Matematikai jelölések
- Zsym 996 : Szimbólumok
- Zxxx 997 : Íratlan nyelvek kódja
- Zyyy 998 : Meghatározatlan írás kódja
- Zzzz 999 : Kódolatlan nyelv kódja

## Magyar vonatkozások
Az ISO 15924 nyelvkódjai között a 176-os kóddal, 'Hung' rövidítéssel szerepel a rovás a kihalt írások elnevezési hagyománya szerint, 'Old Hungarian' néven. Ez az elnevezés Michael Everson, szabványosítási lobbista javaslatára került be az általa felügyelt szabványba, 2004.05.01-én. 
A fellelhető dokumentumok szerint semmilyen magyar közreműködésnek nincs nyoma, hiszen az 'Old Hungarian' kifejezés alatt a székely–magyar rovásírást kell érteni. Ez viszont ellentmond a magyar nyelvészek által használt fogalommal, ahol az 'ómagyar' vagyis angolul 'Old Hungarian' alatt a 10. századtól 1832-ig tartó időszakban használt latin betűs magyar nyelvű helyesírást jelölik. Ezzel az ómagyar helyesírással készültek a középkori, latin betűs írásban fennmaradt magyar nyelvemlékek is (pl. a Halotti Beszéd).
A hibás elnevezést 2012.10.16-án teljes titokban módosították 'Old Hungarian (Hungarian Runic)'-ra, amely továbbra is zavart okoz, hiszen az előbb említetteken túl a székely–magyar rovásírás nem része a germán népek rúnaírásának sem. A változtatásban ezúttal sem vehettek részt magyar szakértők, az ISO magyarországi társszerve, a Magyar Szabványügyi Testület kimaradt a véleményezési és javaslattételi lehetőségből, amely törvényi kötelezettsége.
Az ISO 15924 szabvány 176-os Hung kódjának neve, az 'Old Hungarian (Hungarian Runic)' tehát továbbra sem a középkori magyar latin betűs helyesírást reprezentálja, hiszen az része a 215-ös kódú LATIN betűs írásrendszernek. De  nem felel meg annak a célnak sem, hogy a magyarok saját írásrendszerét (rovás írás) megjelenítsék vele a továbbra is fennálló terminológiai zavarok miatt. A kérdés aktuálitását az adja, hogy a legjelentősebb rovás írásbeliség, a székely–magyar rovásírás szabványosítása 1998 óta folyamatban van, de még mindig nem része az Unicode-nak.